# Louis Kentner
Louis (geb. Lajos) Kentner (Karviná, 19 juli 1905 – Londen, 23 september 1987) was een Hongaars, later Engels, pianist die bekend werd door vertolkingen van Chopin, Liszt en divers Hongaars repertoire.

## Leven en werk
Kentner had een Hongaarse vader en een Oostenrijkse moeder. Hij werd geboren in Karviná (dat tegenwoordig in Tsjechië ligt, maar vroeger tot Oostenrijk behoorde). Hij studeerde aan de Franz Liszt Muziekacademie in Boedapest van 1911 tot 1922 onder Arnold Székely (piano), Hans Koessler en Zoltán Kodály (compositie), en Leo Weiner (kamermuziek).
Kentner begon zijn concertcarrière op 15-jarige leeftijd. Hij won diverse prijzen, waaronder de vijfde prijs in 1932 van het Chopin Piano Concours in Warschau, en een Lisztprijs in Boedapest. Hij verhuisde permanent naar Engeland in 1935. Hij speelde voor de radio de complete sonates van Beethoven en Schubert, het complete Wohltemperiertes Klavier van Bach, en de complete "Années de Pèlerinage" van Liszt. Hij was vele jaren (tot zijn dood) voorzitter van de Engelse Liszt Society.
Op verzoek van Bartók soleerde hij bij de première van diens tweede pianoconcert in Boedapest in 1933, met dirigent Otto Klemperer. Ook gaf hij de eerste Europese uitvoering van Bartóks Derde pianoconcert in Londen, met dirigent Adrian Boult op 27 november 1946. Kentner en Yehudi Menuhin (de zwager van zijn vrouw) gaven de eerste uitvoering van William Waltons Vioolsonate in Zürich op 30 september 1949.
Kentner speelde ook Richard Addinsells Warsaw Concerto - de soundtrack van de film Dangerous Moonlight uit 1941. Kentners handen zijn echter niet te zien en hij wilde niet op de aftiteling met zijn naam, uit angst dat geassocieerd worden met filmmuziek zijn verdere klassieke carrière zou kunnen schaden. Toen het Warsaw Concerto echter wereldberoemd werd gaf hij toe aan de film te hebben meegewerkt.
Kentner trad veelvuldig op in jury's bij grote muziekwedstrijden. Ook componeerde hij: onder zijn composities bevinden zich orkestwerken, kamermuziek, pianostukken en liederen.

### Privéleven
Kentners eerste vrouw was pianiste Ilona Kabos. Dit huwelijk strandde in 1945, waarna hij trouwde met Griselda Gould, dochter van pianiste Evelyn Suart (Lady Harcourt), wiens andere dochter Diana de tweede vrouw van Yehudi Menuhin werd in 1947.